# Flugunfall einer Sud Aviation Caravelle der Royal Air Maroc 1973
Der Flugunfall einer Sud Aviation Caravelle der Royal Air Maroc 1973 ereignete sich am 22. Dezember 1973. An diesem Tag wurde eine Sud Aviation SE-210 Caravelle VI-N der Sobelair, mit der ein internationaler Charterflug im Auftrag der Royal Air Maroc von Paris nach Casablanca mit einem Zwischenstopp in Tanger durchgeführt wurde, kurz vor Ende des ersten Flugabschnitts gegen den Berg Mellanine geflogen. Bei dem Unfall starben alle 106 Insassen. Es handelt sich nach dem Sterling-Airways-Flug 296 um den zweitschwersten Flugunfall mit einer Sud Aviation Caravelle, zudem war es bis zum Flugunfall bei Agadir der schwerste Flugunfall auf marokkanischem Boden.

## Maschine
Bei der betroffenen Maschine handelte es sich um eine Sud Aviation SE-210 Caravelle VI-N mit der Werknummer 69, die, zugelassen auf den Hersteller Sud Aviation, ihren Erstflug am 23. Februar 1961 mit dem Luftfahrzeugkennzeichen F-WJAN absolviert hatte, ehe sie am 28. Februar 1961 neu an die Sabena ausgeliefert wurde, bei der sie das neue Kennzeichen OO-SRD erhielt. Am 31. März 1971 wurde die Maschine an deren Tochterunternehmen Sobelair verleast. Am 10. Dezember 1973 verleaste diese die Maschine an die Royal Air Maroc weiter. Das zweistrahlige Mittelstrecken-Schmalrumpfflugzeug war mit zwei Triebwerken des Typs Rolls-Royce Avon 532 ausgestattet.

## Passagiere und Besatzung
Den internationalen Charterflug von Paris nach Casablanca mit einem Zwischenstopp in Tanger hatten 98 Passagiere angetreten. Bei den Passagieren handelte es sich mehrheitlich um marokkanische Studierende. Es befanden sich aber auch französische Urlauber an Bord, die die Weihnachtsferien in Marokko verbringen wollten. Es befand sich eine achtköpfige Besatzung an Bord, die aus Belgiern und einer marokkanischen Flugbegleiterin bestand.

## Unfallhergang
Die Caravelle befand sich bei Dunkelheit und Regen im Anflug auf Tanger, als der Kapitän die für das Anflugverfahren für Landebahn 28 vorgesehene Kurve zu weit in östliche Richtung flog, was dazu führte, dass das Flugzeug in ein bergiges Gelände einflog und sich damit unter der Sicherheitsflughöhe befand. Um 22:10 Uhr prallte die Maschine in 2300 Fuß (ca. 701 Meter) Höhe in die Flanke des 17 km nordwestlich von Tétouan gelegenen Berges Mellaline. Die Maschine wurde bei dem Aufprall völlig zerstört, alle 106 Insassen kamen ums Leben.

## Ursache
Warum die Maschine vom Kurs abkam, konnte nicht abschließend geklärt werden. Da die schwierigen Wetterverhältnisse (Regen und Gewitter) zu Sichtweiten unterhalb der Minima geführt hatten, konnten die Piloten das vor ihnen liegende Gebirge nicht erkennen und daher nicht umfliegen. Es wurde für möglich gehalten, dass das Flugzeug durch Turbulenzen oder vertikale Fallwinde im Gebirge an Höhe verloren hatte. Ebenfalls konnte nicht ausgeschlossen werden, dass die Flugzeuginstrumente aufgrund der durch die Gewitteraktivität vorhandenen elektrischen Ladung falsche Parameter anzeigten und die Besatzung dadurch fehlgeleitet wurde.